# Rhopalomyia uetsukii
Rhopalomyia uetsukii är en tvåvingeart som beskrevs av Inouye 1959. Rhopalomyia uetsukii ingår i släktet Rhopalomyia och familjen gallmyggor. Inga underarter finns listade i Catalogue of Life.